# 京都電燈テキ6形電気機関車
京都電燈テキ6形電気機関車（きょうとでんとうテキ6形でんききかんしゃ）は、京都電燈福井支社越前電気鉄道部（えちぜん鉄道の前身）が保有していた、軸配置Bの箱形電気機関車。
本項目では同時期に設計製作された姉妹形式であるテキ7形、および増備車に当たるテキ10形、そして車庫火災で廃車となった車両の代替新造車であるテキ20形の各形式についても記述する。

## 製造経緯
福井支社を1898年に設置し、1899年には九頭竜川水系の足羽川に宿布水力発電所、1908年には中尾水力発電所を建設して福井県下での電灯事業を営むようになっていた京都電燈は、余剰電力の安定消費家としての電気鉄道事業に着目し、県や地元からの要請・資金の援助も受け、地元資本での建設が頓挫していた福井 - 勝山 - 大野間電気鉄道の建設に着手。1910年10月6日付で免許を受け1912年9月より着手した。
この路線は同社福井支社直営の越前電気鉄道線として、1914年4月10日に新福井 - 大野口間36kmを開業、同年6月には機関車の併用認可を取得、更に翌1915年7月には鉄道省線との連帯貨物輸送を開始している。
その後、越前電気鉄道線では順調に旅客・貨物の輸送需要が増大し、1920年には貨物・旅客列車牽引用電気機関車として以下の4両が竣工した。
- テキ6形テキ6
- テキ7形テキ7 - テキ9

1920年12月、梅鉢鉄工場製
これら4両はいずれも同形の木造箱形車体を備える、軸配置Bの小型電気機関車であったが、テキ6とそれ以外では搭載機器が異なったことから別形式が付与された。
越前電気鉄道線での輸送需要の増加はその後も順調に進み、1923年にこれら4両の増備車として、以下の2両が新造された。
- テキ10形テキ10・テキ11

1923年10月、梅鉢鉄工場製
これらはテキ6と同一の機器を搭載して竣工したが別形式とされており、テキ6に始まる梅鉢鉄工場製小型電気機関車の増備はこの2両で終了となった。
その後、1935年3月16日に発生した福井口車庫の火災によりテキ8が全焼、同車が翌4月11日付で除籍されるなど、京都電燈福井支社の在籍車両は甚大な被害を被った。
そのため、廃車となったテキ8の代車として焼失した同車から主要機器を回収、再整備し、大阪の加藤車輛製作所で新造した新設計の半鋼製車体にそれらの機器を搭載した車両に、以下の通り新形式を与えて竣工している。
- テキ20形テキ20

1936年3月、加藤車輛製作所製

## 車体
メーカーの異なるテキ20を含め、ほぼ同様の形状・寸法となっている。
側面中央に大きな両開き扉を設置し、その両脇に楕円形の戸袋窓を含め4枚ずつ側窓を設けた、車体長6,398mmで荷物電車風の鋼板張り木造車体（テキ6形 - テキ10形）あるいは半鋼製車体（テキ20形）を備える。
妻面は丸妻で屋根板が突き出してひさし状になっており、妻窓は3枚構成となっている。前照灯は筒型の灯具を必要に応じて妻面中央窓下に引っかけ式で着脱して使用する構造である。
両開き扉は窓が設けられておらず、車内は運転台部分とそれ以外に仕切りのない、1室のみとなっており、車内中央には主抵抗器やブレーキ用の電動空気圧縮器などの各種機器が搭載されている。
なお、テキ20形では戸袋窓は鎧戸状の通風口となり、さらに窓も隅部にRがつけられて曲線を描いていた他形式とは異なり、角の立った実用本位の構造に変更されている。

## 主要機器

### 制御器
前述のとおり、テキ6形・テキ10形とテキ7形・テキ20形の2グループで異なった制御器が搭載されており、テキ6形のグループがアメリカのゼネラル・エレクトリック製K-38、テキ7形のグループが東洋電機製造製DB-3をそれぞれ搭載する。
いずれも同時期の路面電車で多用されていた、直接制御器である。

### 主電動機
4形式ともゼネラル・エレクトリック製GE-281-B直流直巻整流子電動機を2基ずつ吊り掛け式で装架する。歯数比は4.44である。

### 台車
アメリカのJ.G.ブリル製21E 2軸単台車（写真）を装着する。
この台車は設計当時の路面電車や小私鉄で広く利用されていた形式であった。

### 集電装置
前述のとおり全長7m級の小型車であるが、トロリーポールを前後各1基ずつ搭載する。正確には先端がY字になった、Yゲルである。

### ブレーキ
直通ブレーキと手ブレーキを併設する。これもまた路面電車並の装備である。
なお、直通ブレーキの動作に必要な空気圧は車体中央に搭載された電動空気圧縮器から供給される。

### 連結器
テキ6形からテキ10形までは連環螺旋連結器を装着して新造されたが、鉄道省線での連結器の自動連結器への交換完了（1926年7月17日）後の竣工のテキ20形は当初より並形自動連結器搭載で落成、他の5両も1926年の鉄道省での連結器交換に合わせて同年9月30日竣工として自動連結器への交換改造を実施している。

## 運用
テキ6形・テキ7形の竣工以来、長期にわたって京都電燈福井支社越前電気鉄道線およびその後身である京福電気鉄道福井支社越前本線で主力機関車として運用された。
だが、1930年代中盤以降、車庫火災の影響と輸送需要の増大から、まず25.4t級凸形電気機関車の庄水5を庄川水力電気専用鉄道から購入、これをテキ501形テキ501に改番の上で1936年5月22日に竣工、運用を開始した。さらに1941年には鉄道省からED42形の量産開始で余剰となった国鉄EC40形電気機関車を2両譲受し、これをラックレール駆動装置およびその電動機を撤去するなど大改造した上でテキ511形テキ511・テキ512として就役させるなど、本格的な電気機関車の導入がはじまった。さらに1945年7月19日の福井空襲の際にテキ10形2両が被災、これらは復旧されず放置された末、1948年12月23日付で2両とも除籍されてしまう。
これは戦後の物資不足に加え、1948年6月28日に起きた福井地震とそれに続く洪水で京福電気鉄道福井支社の全線が甚大な被害を受けたために、車両復旧どころではない状況に陥ったためと考えられている。
1953年3月には越前本線の架線方式が変更され、集電装置もトロリーポールからパンタグラフに変更されることとなったが、これに対応すべく当時在籍していたテキ6・テキ7・テキ9・テキ20の4両についてはトロリーポールを途中で切断、これの切断部先端にトラス状の枠組みを取り付け、その一端にスライダーシューを取り付ける改造工事を施工した。
以後も長らく越前本線で使用されたが、まずブレーキ装置の入替空気ブレーキへの改造を行われていなかったテキ9の走行距離が激減、1953年度から開始されていた真名川総合開発事業のための資材輸送がほぼ完了した1956年にはテキ6・テキ7・テキ9に追加されていた撒砂装置が撤去され、1958年にはこれら4両の越前本線での貨物牽引運用は終了したとされる。
以後、これら4両は越前本線や永平寺線の貨物拠点駅での入れ替え機、および永平寺線での貨物列車牽引用として用いられることとなったが、1965年11月にはテキ6・テキ7・テキ9の木造車体の老朽化が深刻となり、自社福井口工場にて半鋼製車体化が実施された。
この際、テキ6は三面折れ妻構造の妻面となって側窓も四隅にRのついたHゴム支持の固定窓、テキ7・テキ9は丸妻で側窓がHゴム支持の楕円窓、と異なった形状となった。
1969年9月18日の永平寺線部分廃止で入れ替え用電気機関車は余剰となり、まずテキ7が同年9月27日付で除籍、続いて1974年8月13日の越前本線部分廃止でテキ9が同年11月15日に廃車となり、さらに1975年10月1日には車体更新を受けていなかったテキ20が老朽化で廃車となった。

### テキ6の廃車と保存
最後まで残ったテキ6は、時期不詳で側面扉が片引き戸に改造されるなど細かい改造を施されつつ、福井口車庫の入換用機関車として越前本線の貨物営業廃止後も長らく使用されてきたが、本線での運用実績が皆無であったこともあり、1993年11月30日付で除籍された。
その後も構内入換機としての使用は継続され、日本国内に現存する現役最古の電気機関車であることから福井支社鉄道線活性化の目玉として白羽の矢が立ち、1999年8月17日付で車籍が復活した。この際、本線走行が可能なよう機器も再整備され、同年9月26日の復活式を経て三国芦原線でのイベントで貨車を牽引、久方ぶりとなる本線走行を実施した。
2002年の京福電気鉄道福井鉄道部のえちぜん鉄道への移管に際しては、テキ6も同社へ車籍を保ったまま譲渡され、ML6形ML6へ改称された。翌2003年に再び除籍され、引き続き福井口車庫の構内入換機として使用されていた。
その後、ML6は2009年8月13日夜から14日にかけて福井口車庫から勝山駅に移動され、現在は勝山駅前の広場に建設された保存施設にて、京福電気鉄道福井鉄道部最後の在籍貨車となったト61形ト68とともに動態保存されている。鉄道の日やえちぜん鉄道などでのイベント開催時に走行することがある。
なお、福井口車庫の構内入換はML6に代わって北陸重機製のモーターカーが使用されている。